# Азијски лав
Азијски лав (лат. Panthera leo persica) је подврста лава, врсте сисара из реда звери (Carnivora) и породице мачака (Felidae).
Азијски лав је једна од пет великих мачака које насељавају Индију, остале су бенгалски тигар, индијски леопард, снежни леопард и облачни леопард.
Азијски лавови некада су насељавали простор од Медитерана до североисточних делова Индијског потконтинента, али због интензивног лова, загађења воде, и нестајања природног плена драстично је смањено њихово станиште.
Историјски гледано, азијски лавови су класификовани у три подврсте - бенгалске, арапске и персијске лавове. Азијски лавови су мањи и лакши од својих афричких рођака, али су подједнако агресивни. Разликују се и по величини гриве која је код азијских лавова мања.

## Распрострањеност и станиште
У дивљини, насељава само Гирску шуму у индијској држави Гуџарат, где је 1965. успостављено уточиште за азијске лавове површине 1.412,1 km². Након 1965. успостављен је и „Национални парк Гирска шума” површине 258,71 km², у коме је забрањено присуство људи. Док је у уточишту за азијске лавове само номадском племену Малдари дозвољено да напаса своја стада.
Азијски лавови насељавају шумска станишта на планинама Гир и Гирнар, на којима се налазе највеће гуџаратске сушне листопадне шуме, трновите шуме и саване.

## Угроженост и популациони тренд
Ова подврста се сматра угроженом. Популација азијског лава има тренд раста, судећи по доступним подацима, око 411 лавова је живело у Гирској шуми по подацима од априла 2011. Већ је маја 2015. тај број нарастао на 523 јединке, 109 одрасла мужјака, 201 одраслих женки и 213 младунаца. Према најновијим подацима од августа 2017, популација азијског лава је достигла број од 650.